# Folke Rogard
Folke Rogard (ur. 6 lipca 1899 w Sztokholmie, zm. 11 czerwca 1973 w Sztokholmie) – szwedzki prawnik, drugi prezydent Międzynarodowej Federacji Szachowej (FIDE) w latach 1949–1970, prezydent Szwedzkiej Federacji Szachowej w latach 1947–1964.
W 1970 r. Kongres FIDE nadał mu tytuł honorowego prezydenta FIDE.